# A Night of the Garter
A Night of the Garter è un cortometraggio muto del 1913 prodotto dalla Nestor. Il nome del regista non viene riportato nei credit.

## Trama
Nello stesso albergo si trovano due coppie molto amiche tra di loro, i M e gli H. Il signor H compera alla moglie delle giarrettiere fantasia che lei perderà nel corridoio. In precedenza, durante una serata danzante, il signor M aveva corteggiato la signora H, provocando la gelosia di H che, quando vede la giarrettiera della moglie sulla manica dell'abito dell'amico (che l'ha trovata nel corridoio), pensa di essere stato tradito. M, del resto, si vanta di una nuova conquista e, allora, H lo sfida a duello. Entrambi gli uomini, però, sono dei codardi e cercano qualche modo per evitare di portare a compimento la sfida. Le loro mogli, intanto, si confrontano e capiscono l'equivoco in cui è caduto H. Intervengono per porre fine alla lite tra i due duellanti, così poco propensi ad atti di eroismo, convinte, tuttavia, ognuna che il proprio marito sia un vero eroe.

## Produzione
Il film fu prodotto dalla Nestor Film Company.

## Distribuzione
Distribuito dalla Motion Picture Distributors and Sales Company, il film - un cortometraggio di 150 metri - uscì nelle sale cinematografiche USA il 14 aprile 1913.